# Municipio de Waterford (condado de Clay)
El municipio de Waterford (en inglés: Waterford Township) es un municipio ubicado en el condado de Clay en el estado estadounidense de Iowa. En el año 2010 tenía una población de 200 habitantes y una densidad poblacional de 2,17 personas por km².

## Geografía
El municipio de Waterford se encuentra ubicado en las coordenadas 43°12′19″N 95°19′8″O / 43.20528, -95.31889. Según la Oficina del Censo de los Estados Unidos, el municipio tiene una superficie total de 92.24 km², de la cual 91,95 km² corresponden a tierra firme y (0,31 %) 0,29 km² es agua.

## Demografía
Según el censo de 2010, había 200 personas residiendo en el municipio de Waterford. La densidad de población era de 2,17 hab./km². De los 200 habitantes, el municipio de Waterford estaba compuesto por el 95,5 % blancos, el 0,5 % eran afroamericanos, el 2,5 % eran asiáticos, el 0,5 % eran de otras razas y el 1 % eran de una mezcla de razas. Del total de la población el 1 % eran hispanos o latinos de cualquier raza.